# مسجد اسنق هریس
مسجد اسنق مهربان مربوط به دوره ایلخانی است و در شهرستان مهربان، روستای اسنق واقع شده و این اثر در تاریخ ۸ دی ۱۳۷۸ با شمارهٔ ثبت ۲۵۴۳ به‌عنوان یکی از آثار ملی ایران به ثبت رسیده است.